# Evan Dunfee
Evan Dunfee, född 28 september 1990, är en kanadensisk gångare. Han deltog vid olympiska sommarspelen 2016, olympiska sommarspelen 2020 och olympiska sommarspelen 2024 samt tog brons på 50 km gång 2020.